# Tramwaje w Broome
Tramwaje w Broome − zlikwidowany system komunikacji tramwajowej w australijskim mieście Broome, działający w latach 1898−1966.

## Historia
Linię tramwajową łączącą przystań w Mangrove Point z miastem otwarto w 1898, początkowo na linii o rozstawie szyn wynoszącym 610 mm kursowały tramwaje konne. Przewozy pasażerskie na linii uruchomiono w 1904. W 1907 zmieniono rozstaw toru na 1097 mm. W 1910 tramwaje konne zostały zastąpione przez tramwaje parowe. W kolejnych latach zlikwidowano tramwaje parowe, które został zastąpione przez tramwaje benzynowe. Linię o długości 3 km zlikwidowano w 1966, przewozy pasażerskie na linii zlikwidowano kilka lat wcześniej. Powodem likwidacji linii było przeniesienie portu. 